# 四傻害羞
《四傻害羞》，又名《四傻奪美》，1983年台灣電影，是一部劇情片，是由卓茂電影製作，朱延平執導，鳳飛飛、林青霞、孫越、陶大偉、方正、許不了（小伯樂）、费贞绫等知名演員共同演出。
《四傻害羞》是鳳飛飛拍攝的最後一部喜劇電影，TVBS歡樂台於2012年2月18日下午1點到3點播出此片以悼念鳳飛飛逝世。

## 劇情簡介
车车（孙越 饰）、蓝哥（陶大伟 饰）、池来（方正 饰）、林皮蛋（許不了 饰），四个流浪汉到处寻乐泡妞，常常发生一些光怪陆离的糗事。直到有一天遇到了莫海伦（林青霞 饰）与云秋水 (凤飞飞 饰)，四个人分别对美貌的海伦与魅力十足的秋水展开不同方式的追求，却也卷入了海伦与秋水的寻宝计划。海伦与秋水将计就计，和四傻联合寻宝，发生了许多有趣的事。

## 演員陣容
| 演員   | 飾演角色 | 備註 |
| ------ | -------- | ---- |
| 鳳飛飛 | 雲秋水   |      |
| 林青霞 | 莫海倫   |      |
| 費貞綾 |          |      |
| 孫越   | 車車     |      |
| 陶大偉 | 藍哥     |      |
| 方正   | 池來     |      |
| 許不了 | 林皮蛋   |      |
| 石英   |          |      |
| 李昆   | 沙必成   |      |
| 魏蘇   | 云如海   |      |

## 歌曲
| 曲別   | 歌曲名稱 | 演唱者      | 備註 |
| 主題曲 | 出外的人 | 鳳飛飛      |      |
| 插曲1  | 哈啰     | 鳳飛飛      |      |
| 插曲2  | 朋友歌   | 陶大偉+孫越 |      |

## 其他幕後團隊
- 美術指導：蔡正彬

## 相關資料
1. ↑  TVBS 18日播出鳳飛飛生前最後遺作「四傻害羞」 聯合新聞網
2. ↑  .   [2012-02-18]. （原始内容存档于2016-09-15）.

## 外部連結
- 開眼電影網上《四傻害羞》的資料（繁體中文）
- 香港影庫上《四傻害羞》的資料（繁體中文）
- 时光网上《四傻害羞》的資料（简体中文）
- 豆瓣电影上《四傻害羞》的資料 （简体中文）
- 互联网电影数据库（IMDb）上《四傻害羞》的资料（英文）
- 電影《四傻害羞》相關網站（页面存档备份，存于）